# Impost de Successions i Donacions de Biscaia
L'Impost de Successiones i Donacions de Biscaia és un impost de titularitat exclusiva del territori històric de Biscaia que s'imposa sobre els increments patrimonials per herència o donació entre vius ocorreguts a persones residents al territori de Biscaia.
Fou establert a la Llei de Concerto Econòmico (Llei 12/2002, de 23 de maig, per la que s'aprova el Concert Econòmic amb la Comunitat Autònoma del País Basc).